# Рикбакца (язык)
Рикбакца (Aripaktsa, Canoeiro, Erikbatsa, Erikpatsa, Rikbaktsa) — язык народа рикбакца, один из индейских языков Бразилии. Относится к языкам макро-же. Число носителей — 910 человек, проживают в 14 селениях, 9 деревнях на слиянии рек Журуэна и Санге, Жапуйра на восточном берегу реки Журуэна между реками Аринос и Санге, и Посту-Эскондиду на западном берегу Журуэны в 700 километрах к северу штата Мату-Гросу в Бразилии.
Как и в некоторых других языках региона, пол говорящего можно определить по окончанию слов. Большинство рикбакца также владеют португальским. Более молодое население говорит по-португальски более охотно и свободно, чем более старшее поколение.

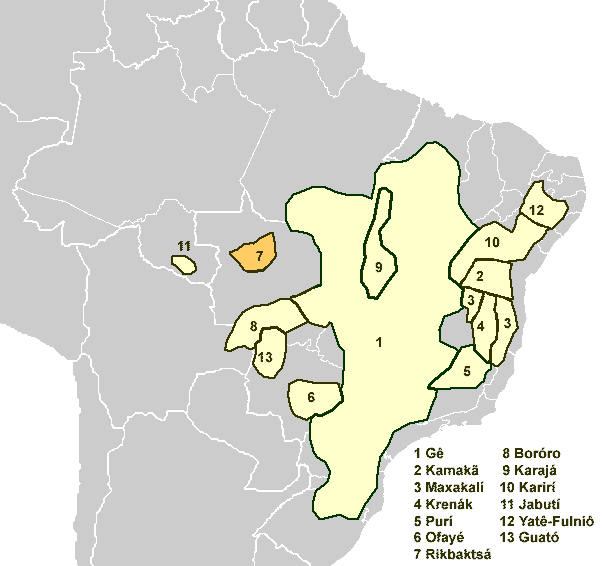
рикбакца и другие языки макро-же